# Alirajpur
Alirajpur é uma cidade e um município no distrito de Jhabua, no estado indiano de Madhya Pradesh.

## Demografia
Segundo o censo de 2001, Alirajpur tinha uma população de 25 161 habitantes. Os indivíduos do sexo masculino constituem 52% da população e os do sexo feminino 48%. Alirajpur tem uma taxa de literacia de 67%, superior à média nacional de 59,5%; com 58% para o sexo masculino e 42% para o sexo feminino. 15% da população está abaixo dos 6 anos de idade.